# Шеббі Сінгх
Сербегет Сінгх (пенджаб. ਸਰਬੇਤਥ ਸਿੰਘ, трансліт. Sarabētatha sigha), відоміший як Шеббі Сінгх (малай. Shebby Singh, нар. 20 серпня 1960 — пом. 12 січня 2022) — малайзійський футболіст, що грав на позиції захисника. Після завершення виступів на футбольних полях — футбольний тренер, а також спортивний журналіст. Протягом сезону 2012—2013 років він також був глобальним радником англійського клубу «Блекберн Роверз».

## Ігрова кар'єра
Шеббі Сінгх розпочав виступи на футбольних полях у клубі «Джохор», а в 1983 році перебрався на федеральну територію, у зв'язку з чим він був відсторонений на рік від гри футбольною асоціацією Джохору, зі слів асоціації за переїзд без дозволу. Після цього футболіст переважно грав у складі клубу «Куала-Лумпур», у тому числі грав у складі команди, яка тричі поспіль у 1987—1989 роках вигравала Кубок Малайзії. Він також грав за клуби «Негері-Сембілан» і «Паханг», а закінчив виступи на футбольних полях у складі клубу «Перак» у 1996 році.
Протягом 9 років Шеббі Сінгх грав у складі національної збірної Малайзії, в тому числі на трьох Азійських іграх (у 1982, 1986 і 1990 роках), і був чемпіоном Ігор Південно-Східної Азії в 1989 році.
Шеббі Сінгх грав у малайзійському футболі протягом 18 років з 1978 по 1996 рік. Він виграв усі основні національні нагороди, включаючи Кубок Малайзії, Кубок Футбольної асоціації Малайзії та чемпіонат країни.

## Тренерська та медійна кар'єра
У 2006 році Шеббі Сінгх тренував футбольну команду під назвою «MyTeam» для малайзійського реаліті-шоу. Команда переважно складалася з малайзійських футболістів-аматорів. Під час зйомок шоу команда побувала на тренувальних майданчиках клубу «Манчестер Юнайтед», де зіграла з групою гравців клубу. Ця гра закінчилася нульовою нічиєю. У 2007 році транслювалася друга частина шоу під назвою «MyTeam2». Команда грала зі збірною Індонезії, та програла з рахунком 0-2.
У 2007 році Сінгх був призначений технічним радником клубу малайзійської Ліги Супер «Мелака ТМФК». Він також ненадовго працював тимчасовим головним тренером клубу після звільнення попереднього тренера Ірфана Бакті Абу Саліма. Він пропрацював у цьому клубі лише один рік. Також Шеббі Сінгх працював футбольним аналітиком на низці телеканалів Південно-Східної Азії.

### Блекберн Роверз
18 червня 2012 року власники англійського клубу «Блекберн Роверз», корпорація «Venky's», призначили Шеббі Сінгха глобальним радником клубу. 29 грудня 2012 року він з'явився в спортивній програмі «6–0–6» на «BBC Radio 5 Live». Сінгх підтвердив ведучим програми Роббі Севіджу та Даррену Флетчеру, що колишній головний тренер клубу Стів Кін фактично пішов із клубу, на відміну від повідомлень у пресі про його звільнення. Сінгх також назвав своє призначення Геннінга Берга «помилкою, про яку він шкодує». Берг керував діями команди лише 10 ігор і 57 днів. Сінгх спростував повідомлення про те, що він керував тренуваннями команди, і заявив, що наступним тренером клубу стане людина з досвідом, виключивши появу шотландського тренера Кевіна Макдональда. Незважаючи на це, новим тренером «Блекберна» став недосвідчений тренер «Блекпула» Майкл Епплтон, що викликало різку критику з боку вболівальників «Блекберна». Сінгх зіграв важливу роль у звільненні Епплтона, який пропрацював на посаді 67 днів, на 10 днів довше, ніж його попередник Геннінг Берг. Ці управлінські колізії призвели до подальшого зниження популярності Сінгха серед прихильників «Блекберна». Протягом періоду роботи в клубі Сінгха звинувачували в тому, що він «очолював фарсовий занепад клубу», як було написано в одній із статей в газеті «The Independent». Сінгх не повернувся до клубу після 3 місяців відпустки, єдиною його присутністю був короткий візит, щоб звільнити Еплтона, якого він ніколи не зустрічав.

## Особисте життя і смерть
Шеббі Сінгх помер 12 січня 2022 року у віці 61 року. Згідно повідомлення інформаційного агентства «Bernama», він втратив свідомість внаслідок задишки під час їзди на велосипеді в Іскандар-Путері в штаті Джохор. Розтин після смерті показав, що в Сінгха спостерігався тромбоз трьох коронарних артерій. Футболіст Айділ Зафуан сказав, що бачив Сінгха перед цим, і пригадав, що Сінгх виглядав «втомленим» і «блідим», хоча він тільки розпочав поїздку на велосипеді. Сінгха кремували в Шамшан-Бхумі-Холл в Куала-Лумпурі.